# Roman Tmetuchl International Airport
Roman Tmetuchl International Airport (IATA:ROR,ICAO:PTRO), ook Babelthuap/Koror Airport of Airai Airport en tot 2006 Palau International Airport, is de enige internationale luchthaven in de Micronesische eilandrepubliek Palau. De luchthaven bedient in de eerste plaats 's lands grootste stad Koror maar is gelegen in de staat Airai op het eiland Babeldaob. De Koror-Babeldaob Bridge verbindt dit hoofdeiland met het eiland Koror. De afstand tot de voormalige hoofdstad Koror bedraagt 4 kilometer, de huidige hoofdstad Melekeok ligt circa 25 kilometer noordelijker dan het vliegveld, eveneens op Babeldaob.
De Internationale Luchthaven Roman Tmetuchl is rechtstreeks verbonden met een zestal internationale lijnbestemmingen in Micronesië en Azië. Daarnaast heeft de enige actieve Palause luchtvaartmaatschappij, Belau Air, er haar hoofdkwartier; zij vliegt twaalfmaal per week vanuit Koror naar Peleliu om vandaar door te vliegen naar Angaur. In 2009-2010 werd met PacificFlier geprobeerd een nieuwe internationale Palause maatschappij op te richten in Koror, maar dat project is mislukt — voor het ogenblik (2011) is deze maatschappij niet actief.

## Geschiedenis
De Senaat van Palau veranderde de naam Palau International Airport in mei 2006 in Roman Tmetuchl International Airport ter nagedachtenis van de in 1998 overleden politicus en zakenman Roman Tmetuchl.

## Infrastructuur en vliegbewegingen
De luchthaven, die op een hoogte van 54 meter boven de zeespiegel is gelegen, beslaat een oppervlakte van 194 hectare en beschikt over een asfalten en betonnen landingsbaan van 2195 bij 45 meter.
In de 12 maanden tot 13 december 2004 werden op de luchthaven 1142 vliegbewegingen geregistreerd, wat neerkomt op een gemiddelde van 95 per maand. 78% van de bewegingen vonden plaats in het kader van commerciële vluchten, 10% waren chartervluchten, 8% was algemene luchtvaart en 4% van de bewegingen was toe te schrijven aan militaire luchtvaart.

## Maatschappijen en bestemmingen
Situatie juli 2012:
- Asiana Airlines (Seoel-Incheon)
- Belau Air (Peleliu)
- China Airlines (Taipei-Taoyuan)
- Delta Air Lines (Tokio-Narita) [seizoensgebonden]
- Korean Air (Seoel-Incheon)
- Palau Airways (Taipei-Taoyuan)
- United Airlines (Guam, Manilla, Yap)
- Zest Airways (Davao) [vanaf 10 september]

### Charter
- Japan Airlines (Fukuoka, Nagoya-Centrair, Osaka-Kansai, Tokio-Narita)
- TransAsia Airways (Taipei-Taoyuan) [seizoensgebonden]

Angaur · Koror · Peleliu